# Pulaski (Virginia)
Pulaski is een plaats (town) in de Amerikaanse staat Virginia, en valt bestuurlijk gezien onder Pulaski County.

## Demografie
Bij de volkstelling in 2000 werd het aantal inwoners vastgesteld op 9473.
In 2006 is het aantal inwoners door het United States Census Bureau geschat op 9062, een daling van 411 (-4,3%).

## Geografie
Volgens het United States Census Bureau beslaat de plaats een oppervlakte van
20,3 km², geheel bestaande uit land. Pulaski ligt op ongeveer 132 m boven zeeniveau.

## Plaatsen in de nabije omgeving
De onderstaande figuur toont nabijgelegen plaatsen in een straal van 24 km rond Pulaski.